# Hamma
Hamma is een plaats en voormalige gemeente in de Duitse deelstaat Thüringen, en maakt deel uit van de landgemeente Heringen/Helme in het landkreis Nordhausen.

## Foto's

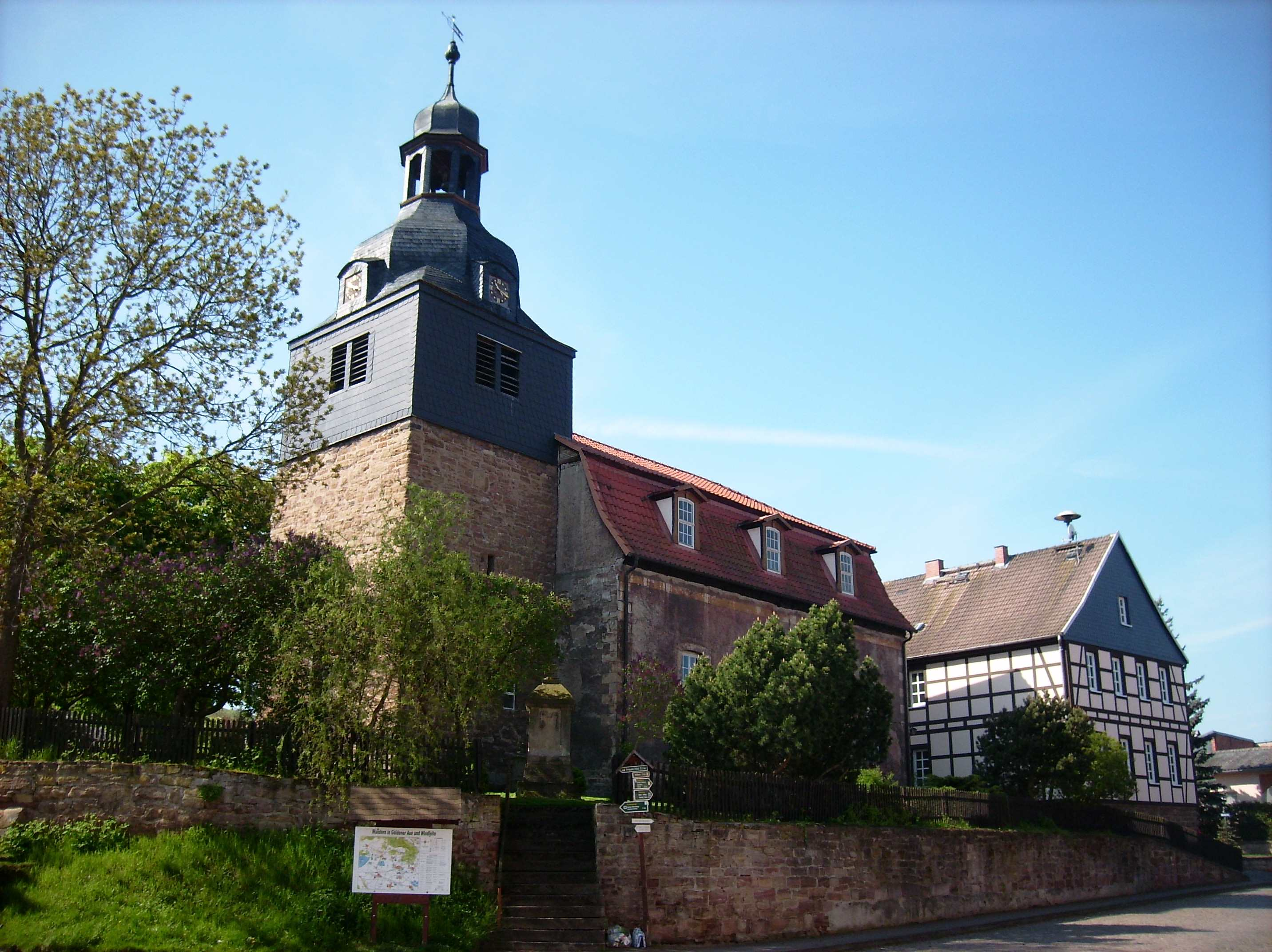
Dorpskerk
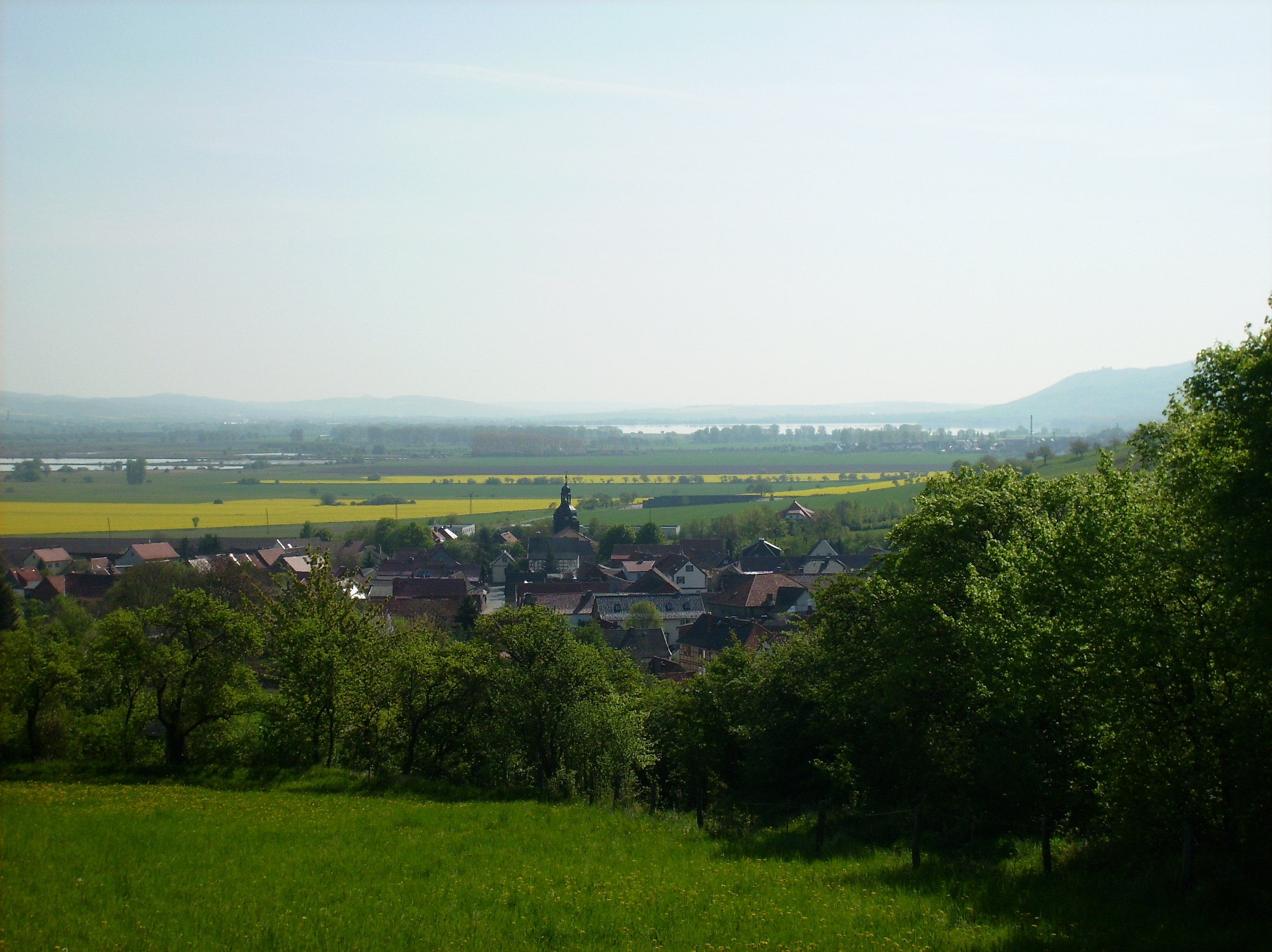
Dorp